# Маурисио Фунес
Карлос Маурисио Фунес Картахена (шп. Carlos Mauricio Funes Cartagena; Сан Салвадор, 18. октобар 1959 — Манагва, 21. јануар 2025) био је председник Ел Салвадора од 2009. до 2014. године. Победио је на председничким изборима 2009. г као кандидата Националног ослободилачког фронта Фарабундо Марти. 
Пре уласка у политику, Фунес је радио као водитељ популарне телевизијске емисије. Био је новинар током грађанског рата и интервјуисао је левичарске побуњенике. 
Фунес је постао председнички кандидат ФМЛН у септембру 2007. године. Победио је освојивши апсолутну већину гласова на изборима 2009. године. Он је први лидер ФМЛН који није учествовао у грађанском рату. Противници га оптужују да је до победе дошао уз утицај и помоћ из Венецуеле, али је он одбацио те оптужбе тврдећи да је главни циљ спољне политике  интеграција Средње Америке и јачање односа са Северном Америком. Обећао је такође и да амерички долар који је постао валута у Ел Салвадору неће бити мењан.
Преминуо је у Никарагви 2025. године.